# Ampedus gallicus
Ampedus gallicus е вид бръмбар от семейство Полски ковачи (Elateridae).

## Разпространение
Видът е разпространен във Франция.